# Tanaro
Der Tanaro ist ein Fluss im Süden des Piemonts. Er entspringt in den Ligurischen Alpen, an der Grenze zu Ligurien und Frankreich, und mündet nach 276 km unterhalb von Bassignana von rechts in den Po.
Er durchfließt in nördlicher und nordöstlicher Richtung die Provinzen Cuneo, Asti und Alessandria.
Bei Alessandria wird er für größere Wasserfahrzeuge schiffbar.
Sein Einzugsgebiet umfasst 8.234 km², seine größten Nebenflüsse sind der Ellero und Pesio, die Stura di Demonte, der Belbo und die Bormida.

## Geschichte
Im April 402 fand am linken Ufer des Flusses die Schlacht bei Pollentia zwischen Truppen des Römischen Reichs und Westgoten unter Alarich I. statt. Das Treffen ging zwar zugunsten der Römer aus, was aber die Westgoten letztlich nicht vom Vormarsch auf Italien aufhalten konnte. Bei Pollenzo findet man noch Überreste des antiken Pollentia.
Nach dem Fluss wurde das ehemalige französische Département Tanaro (1802–1805) mit Sitz in Asti benannt.
Im November 1994 erlebte das Tal des Tanaro nach heftigen Regenfällen eine der schlimmsten Überschwemmungen seiner Geschichte, von der die Stadt Alessandria besonders betroffen war.